# Watermelon Slim
Watermelon Slim (Boston, 1949 –) amerikai amerikai blueszenész, szájhamonikás, slidegitáros, énekes.

## Pályakép
Watermelon Slim William P. Homans néven Bostonban született, és Észak-Karolinában nőtt fel. Ötéves korában ismerte meg a bluest. 
Otthagyta az iskolát, mert elment Vietnámba katonának. Miközben sebesülten feküdt a kórházban, ott tanult meg slide gitározni. 1970-ben fordult komolyan a zene felé, amikor visszatért a vietnami háborúból. A vietnami háború tapasztalatait dolgozta fel első albumán, a "Merry Airbrakes" címen, amely 1973-ban jelent meg. 
Életének következő 30 évében különféle munkákat végzett, többek között egy görögdinnyefarmon dolgozott Oklahomában. Művészneve is abból ered. Bár felnőtt élete nagy részét munkásként töltötte, újságírásból (Oregoni Egyetem) és történelemből mesterdiplomát szerzett (Oklahoma State University). 2002-ben szívrohamot kapott, ami kis híján az életébe került. 
Mint a vietnami háború veteránja, tagja és támogatója a Vietnam Veterans Against the Warnak, és tagja a Mensa Internationalnak, (egy magas IQ-s szervezetnek).

## Albumok
- Merry Airbrakes (1973)
- Fried Okra Jones (1999)
- Big Shoes to Fill (2003)
- Up Close & Personal (2004)
- Watermelon Slim & the Workers (2006)
- The Wheel Man (2007)
- No Paid Holidays (2008)
- Escape From the Chicken Coop (2009)
- Ringers (2010)
- Watermelon Slim & Super Chikan Okiesippi Blues (2011)
- Bull Goose Rooster (2013)
- Golden Boy (2017)
- Church Of The Blues (2019)
- Traveling Man (2020)

## DVD
- Ripe For the Picking (live) (2006)

## Fordítás
Ez a szócikk részben vagy egészben  a   Watermelon Slim című német Wikipédia-szócikk ezen változatának fordításán alapul.  Az eredeti cikk szerkesztőit annak laptörténete sorolja fel. Ez a jelzés csupán a megfogalmazás eredetét és a szerzői jogokat jelzi, nem szolgál a cikkben szereplő információk forrásmegjelöléseként.